# The Essential Iron Maiden
Albums de Iron Maiden
No More Lies
(2004) Death on the Road
(2005)
The Essential Iron Maiden est un double album du groupe de heavy metal Iron Maiden publié aux États-Unis, sorti le 12 juillet 2005, dans le but de soutenir la tournée du groupe.

## Liste des titres

### CD 1
1. Paschendale
2. Rainmaker
3. The Wicker Man
4. Brave New World
5. Futureal
6. The Clansman
7. Sign of the Cross
8. Man on the Edge
9. Be Quick or Be Dead
10. Fear of the Dark (live)
11. Holy Smoke
12. Bring Your Daughter... to the Slaughter
13. The Clairvoyant

### CD 2
1. The Evil that Men Do
2. Wasted Years
3. Heaven Can Wait
4. 2 Minutes to Midnight
5. Aces High
6. Flight of Icarus
7. The Trooper
8. The Number of the Beast
9. Run to the Hills
10. Wrathchild
11. Killers
12. Phantom of the Opera
13. Running Free (live)
14. Iron Maiden (live)

## Contenu
La chanson Iron Maiden (live) est extraite du double CD alors inédit Death on the Road.
Sur la pochette est imprimé Flight of the Icarus, alors que la chanson concernée se nomme Flight of Icarus.